# Bulbophyllum nasseri
Bulbophyllum nasseri là một loài phong lan thuộc chi Bulbophyllum.